# Antica diocesi di Saint Asaph
La diocesi di Saint Asaph (in latino: Dioecesis Assavensis) è una sede soppressa della Chiesa cattolica.

## Territorio
La diocesi si estendeva nella regione nord-orientale del Galles.
Sede vescovile era la città di St Asaph (Llanelwy in gallese), dove si trova la cattedrale di St Asaph, oggi chiesa principale dell'omonima diocesi anglicana.

## Storia
Oscure sono le origini di questa diocesi. La tradizione racconta che il vescovo di Glasgow san Kentigern, esiliato dalla sua terra, fondò un monastero a Llanelwy nel nord-est del Galles, alla confluenza dei fiumi Clwyd e Elwy, verso la metà del VI secolo. Prima di ritornare in Scozia Kentigern consacrò vescovo di Llanelwy il suo discepolo, sant'Asaph (o Asa o Asafo), da cui poi la sede avrebbe preso il nome. La diocesi originariamente corrispondeva all'incirca ai territori del regno di Powys.
Nulla si conosce del successivo periodo altomedievale, fino a Gilbert, consacrato vescovo di Saint Asaph dall'arcivescovo di Canterbury nel 1143.
A metà del XIII secolo la diocesi comprendeva 69 chiese e 19 cappelle, distribuite in otto decanati rurali.
L'ultimo vescovo di Saint Asaph, Thomas Goldwell, fu espulso dal paese nel 1559 e morì nel 1585 a Roma. Nel 1558 la regina Maria I Tudor aveva proposto il suo nome come vescovo di Oxford e suo ambasciatore a Roma, ma la morte a novembre della stessa sovrana lo aveva impedito.

## Cronotassi dei vescovi
- San Kentigern † (circa 544 - circa 560 dimesso)
- Sant'Asaph † (circa 560 - circa 601 deceduto)
- Richard † (febbraio/novembre 1141 - circa 1143 dimesso o deceduto)[1]
- Gilbert † (1143 - ?)
- Goffredo di Monmouth † (23 marzo 1152 consacrato - 1155 deceduto)
- Godfrey † (1160 o 1161 consacrato - 18 maggio 1175 deposto)
- Adam Parvipontanus † (12 ottobre 1175 consacrato - 1181 deceduto)
- John I † (3 luglio 1183 - 1186 deceduto)
- Reiner † (10 agosto 1186 consacrato - 1224 o 1225 deceduto)
- Abraham † (29 giugno 1225 consacrato - prima del 4 febbraio 1233 deceduto)
- Hugh, O.P. † (17 giugno 1235 consacrato - prima di agosto 1240 deceduto)
- Hywel ab Ednyfed † (1240 - prima del 25 marzo 1247 deceduto)
- Einion † (prima del 20 febbraio 1248 - prima del 29 settembre 1266 deceduto)
- John II † (1267 - entro settembre 1267 deceduto)
- Einion Schonaw † (21 ottobre 1268 consacrato - 5 febbraio 1293 deceduto)
- Llywelyn de Bromfield † (6 aprile 1293 - prima del 25 gennaio 1314 deceduto)
- Dafydd ap Bleddyn † (18 luglio 1314 - prima del 9 ottobre 1345 deceduto)
- John Trevor I † (26 giugno 1346 - prima del 9 febbraio 1357 deceduto)
- Llywelyn ap Madog † (19 luglio 1357 - prima del 24 novembre 1375 deceduto)
- William Spridlington † (4 febbraio 1376 - 9 aprile 1382 deceduto)
- Lawrence Child † (18 giugno 1382 - 27 dicembre 1389 deceduto)
- Alexander Bache † (10 marzo 1390 - agosto/settembre 1394 deceduto)
- John Trevor II † (21 ottobre 1394 - 10 aprile 1410 deceduto)
- Robert Lancaster, O.Cist. † (16 luglio 1410 - marzo 1433 deceduto)
- John Low, O.E.S.A. † (17 agosto 1433 - 22 aprile 1444 nominato vescovo di Rochester)
- Reginald Pecock † (22 aprile 1444 - 23 marzo 1450 nominato vescovo di Chichester)
- Thomas Knight, O.P. † (27 marzo 1450 - circa 1471 deceduto)
- Richard Redman † (17 agosto 1472 - 6 novembre 1495 nominato vescovo di Exeter)
- Michael Deacon † (6 novembre 1495 - 1499/1500 deceduto)
- Dafydd ab Iorwerth, O.Cist. † (8 gennaio 1500 - 1503 deceduto)
- Dafydd ab Owain, O.Cist.† (18 dicembre 1503 - febbraio 1513 deceduto)
- Edmund Birkhead † (16 aprile 1513 - aprile 1518 deceduto)
- Henry Standish, O.F.M.Conv. † (28 maggio 1518 - 9 luglio 1535 deceduto)
- Robert Warton (o Parfew) † (2 luglio 1536 - 6 luglio 1554 nominato vescovo di Hereford)
- Thomas Goldwell † (21 giugno 1555 - 3 aprile 1585 deceduto)